# Antihranol

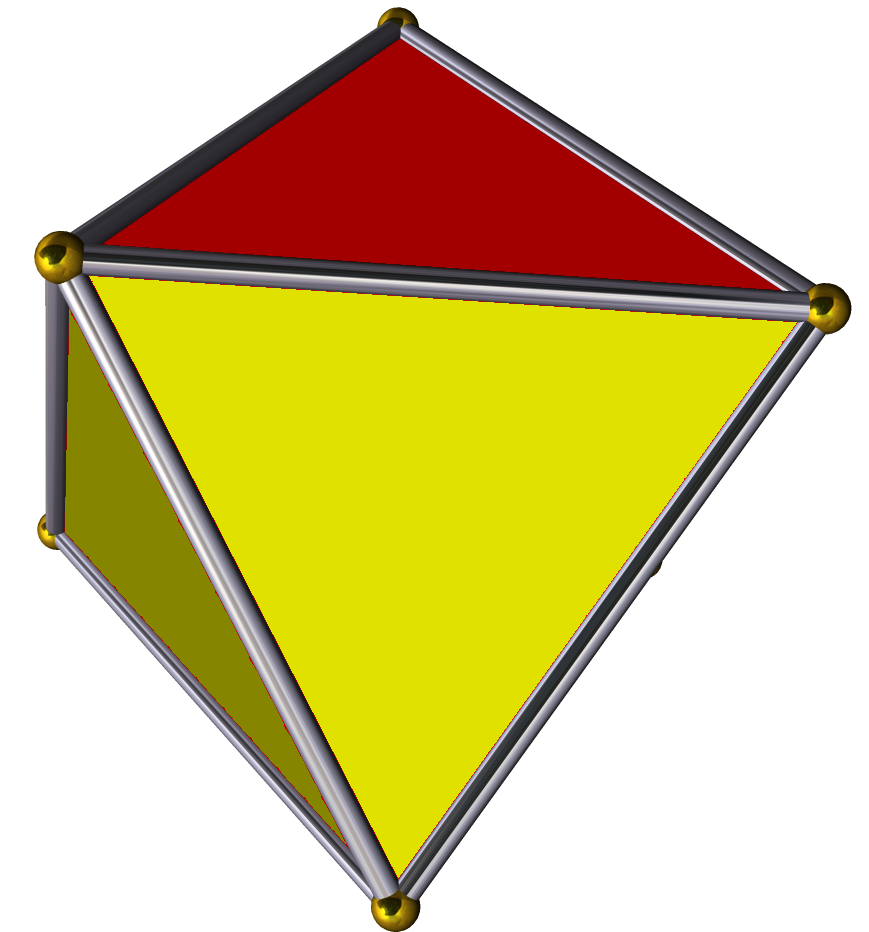
Pravidelný trojúhelníkový antihranol.

Antihranol je mnohostěn se dvěma stejnými polygonálními základnami, které jsou spojeny pásem trojúhelníků.
Jedná se o speciální případ prismatoidu. Na rozdíl od hranolu je každý vrchol jedné základny spojen se dvěma vrcholy základny protilehlé.
Pokud jsou základny tvořeny núhelníky, sestává pás stěn z 2n trojúhelníků.
Celkový počet hran antihranolu je pak 4n.
Uniformní antihranol má stěny vytvořeny z rovnostranných trojúhelníků.
Duálním mnohostěnem antihranolu je trapezohedron.

## Galerie

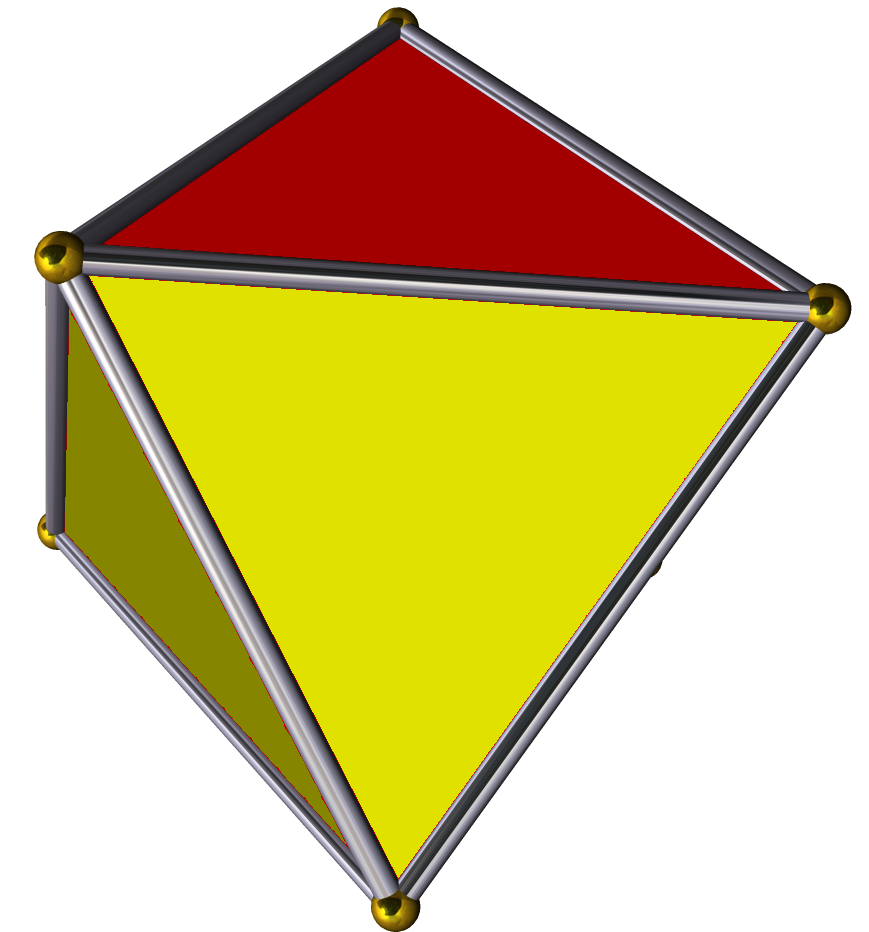
trojúhelníkový antihranol
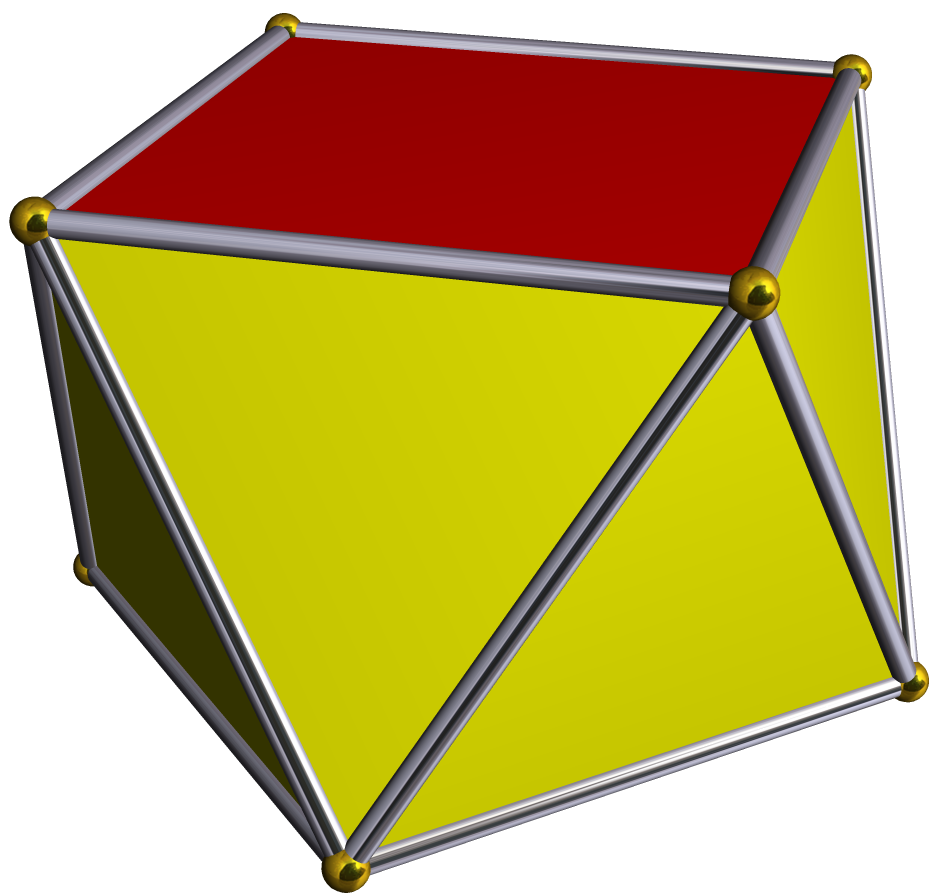
čtvercový antihranol
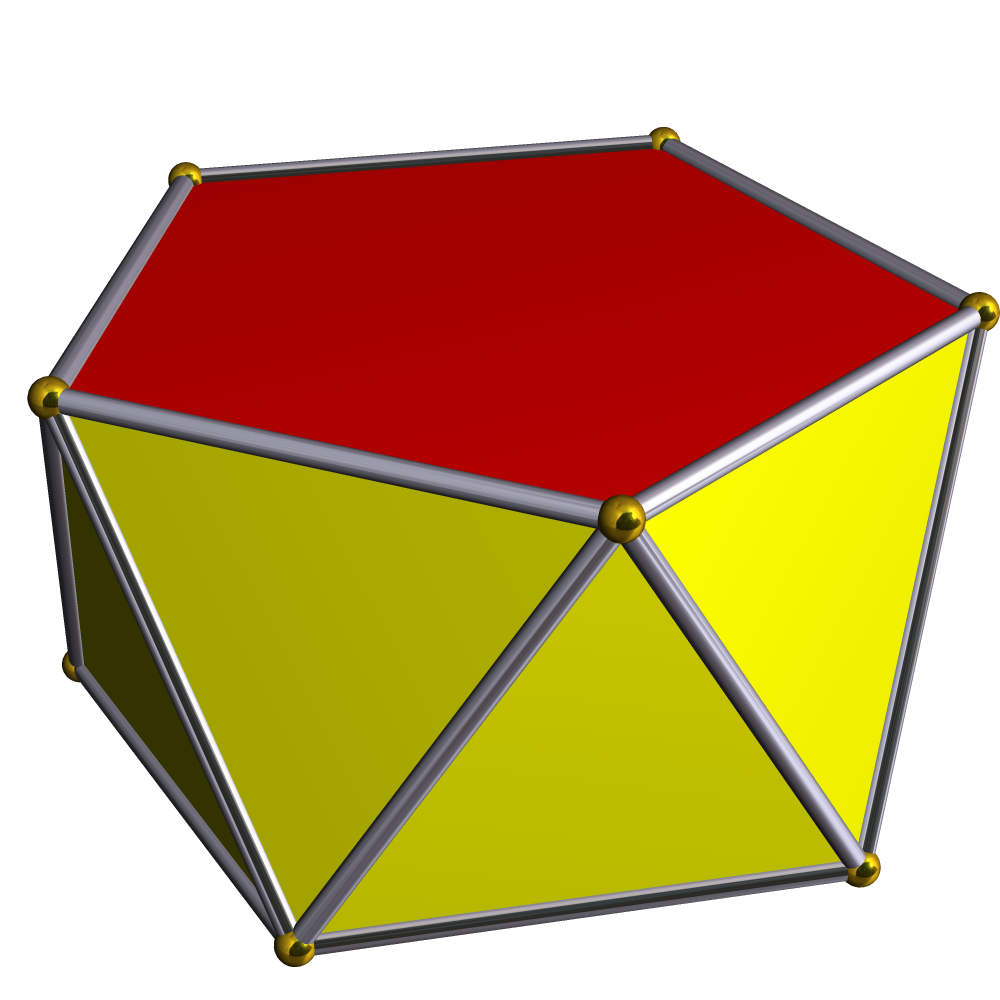
pětiúhelníkový antihranol
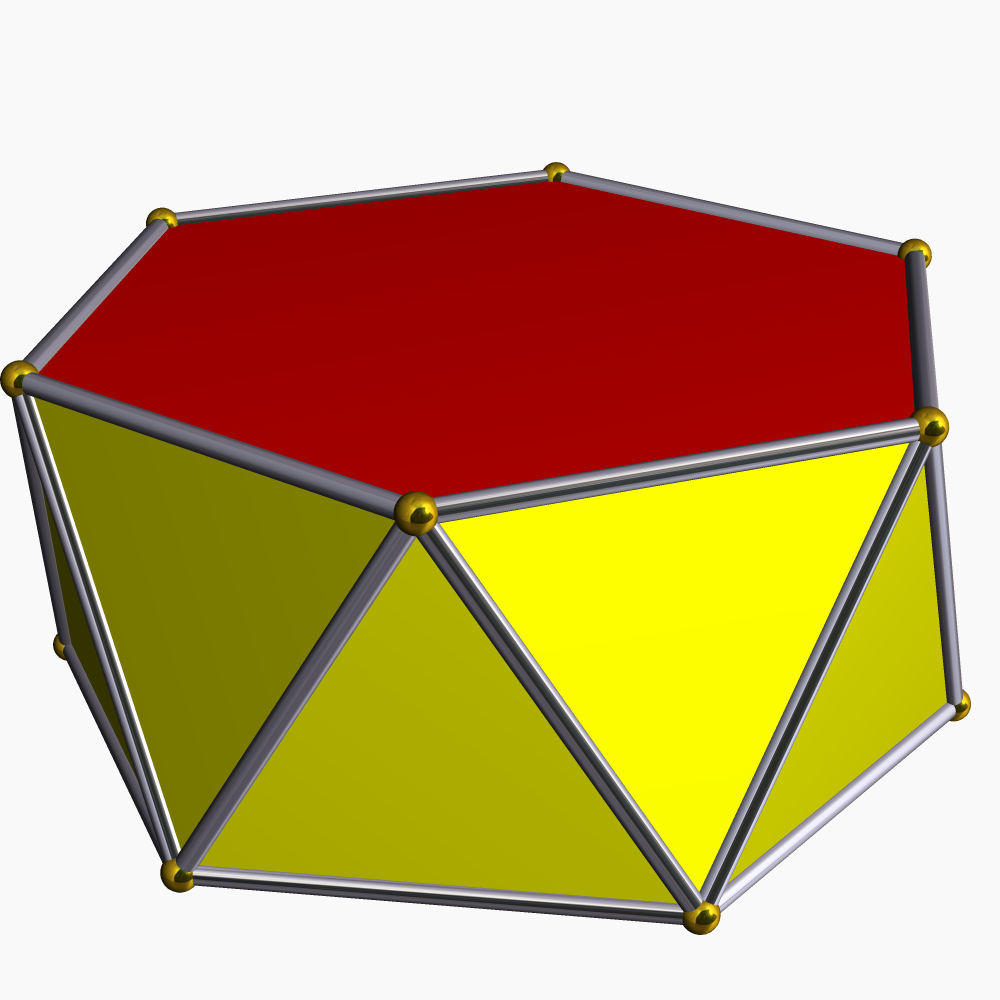
šestiúhelníkový antihranol
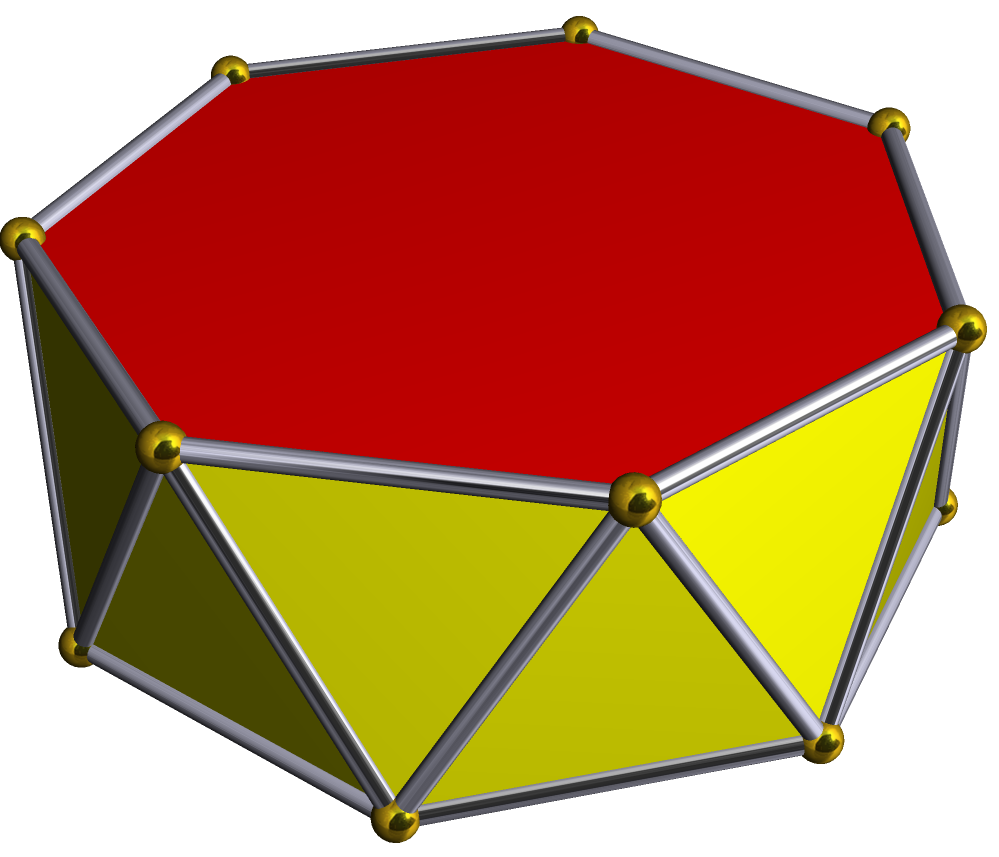
sedmiúhelníkový antihranol
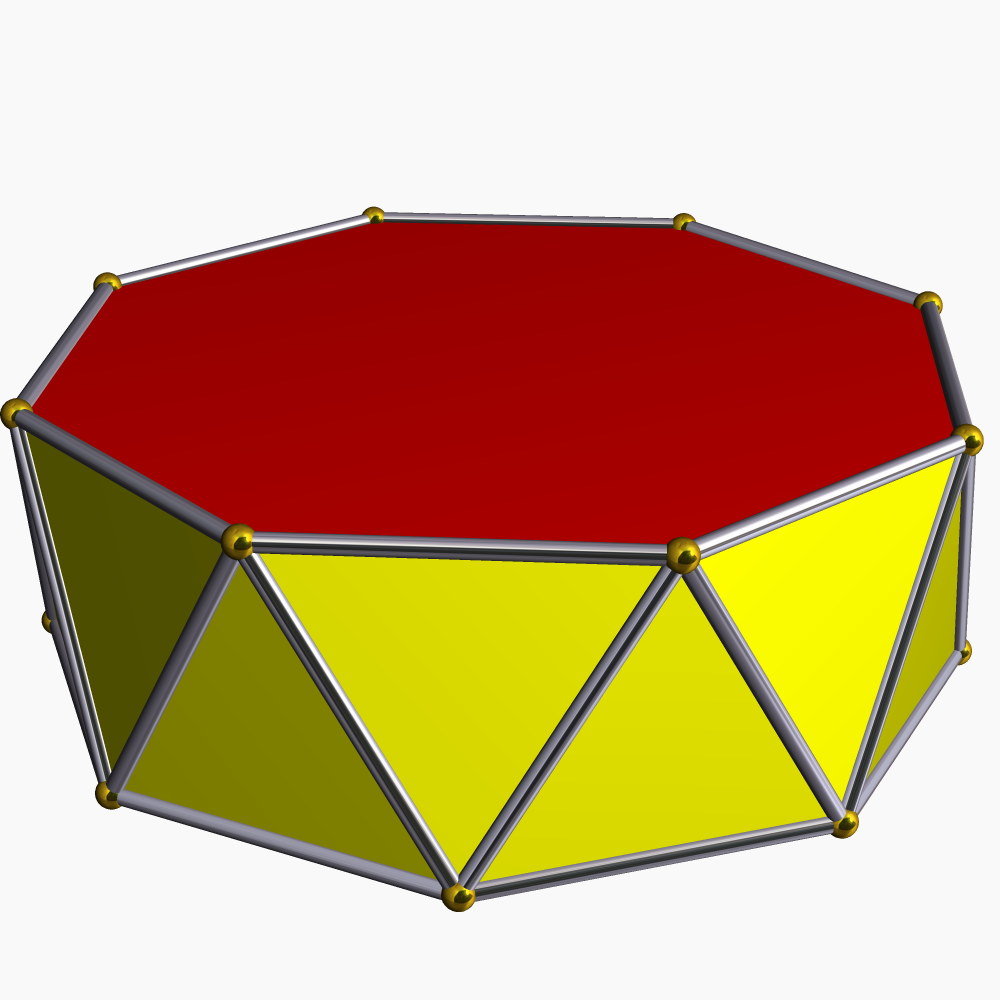
osmiúhelníkový antihranol